# Coccinella septempunctata
La coccinella comune (Coccinella septempunctata Linnaeus, 1758) è un insetto della famiglia delle Coccinellidae.

## Descrizione
Il corpo ha una forma fortemente convessa, ovoidale, con livrea vivamente colorata. Le elitre sono del tipico colore rosso acceso, con la presenza di tre punti neri per ogni elitra, ed uno sulla commissura, per un totale di sette punti, da cui deriva il nome di coccinella dai sette punti. Le zampe, pur essendo corte sia nelle larve che negli adulti, consentono all'insetto un'ottima locomozione sui rami e sulle foglie e possono essere ritratte totalmente all'interno del corpo. La testa presenta poderose mandibole ed è di colore nero in contrasto con le elitre. Le antenne poste sulla testa sono relativamente corte e piuttosto distanti. A dispetto dell'apparente inoffensività e dell'aspetto simpatico, sono in realtà attivi predatori.

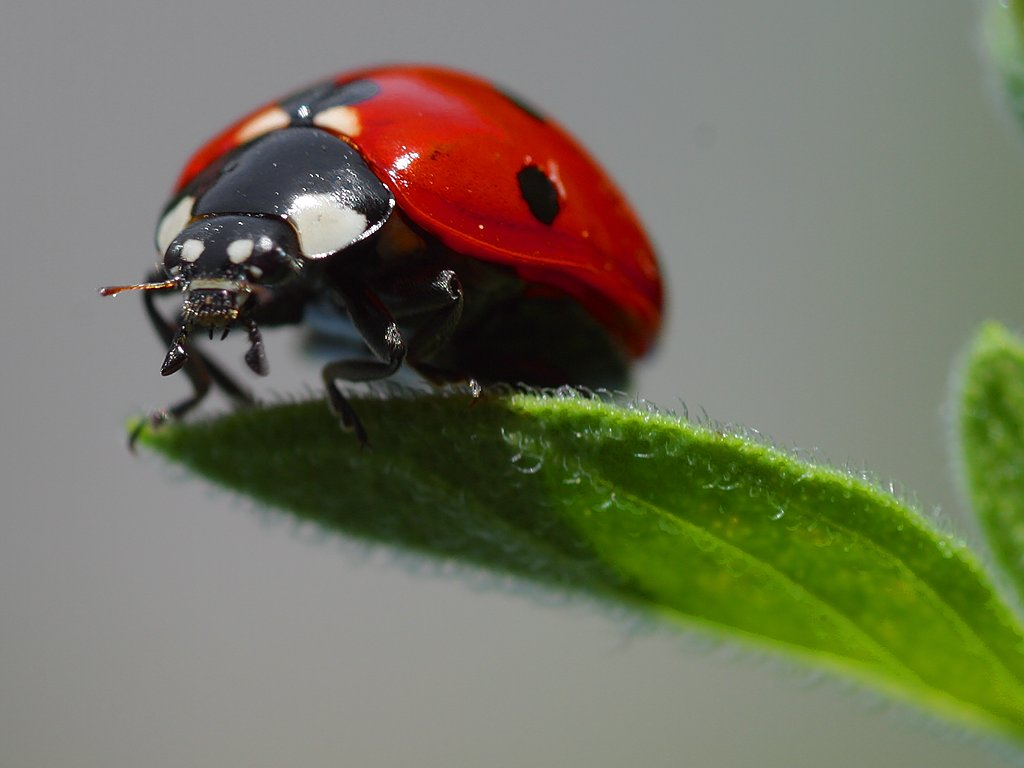
Adulto
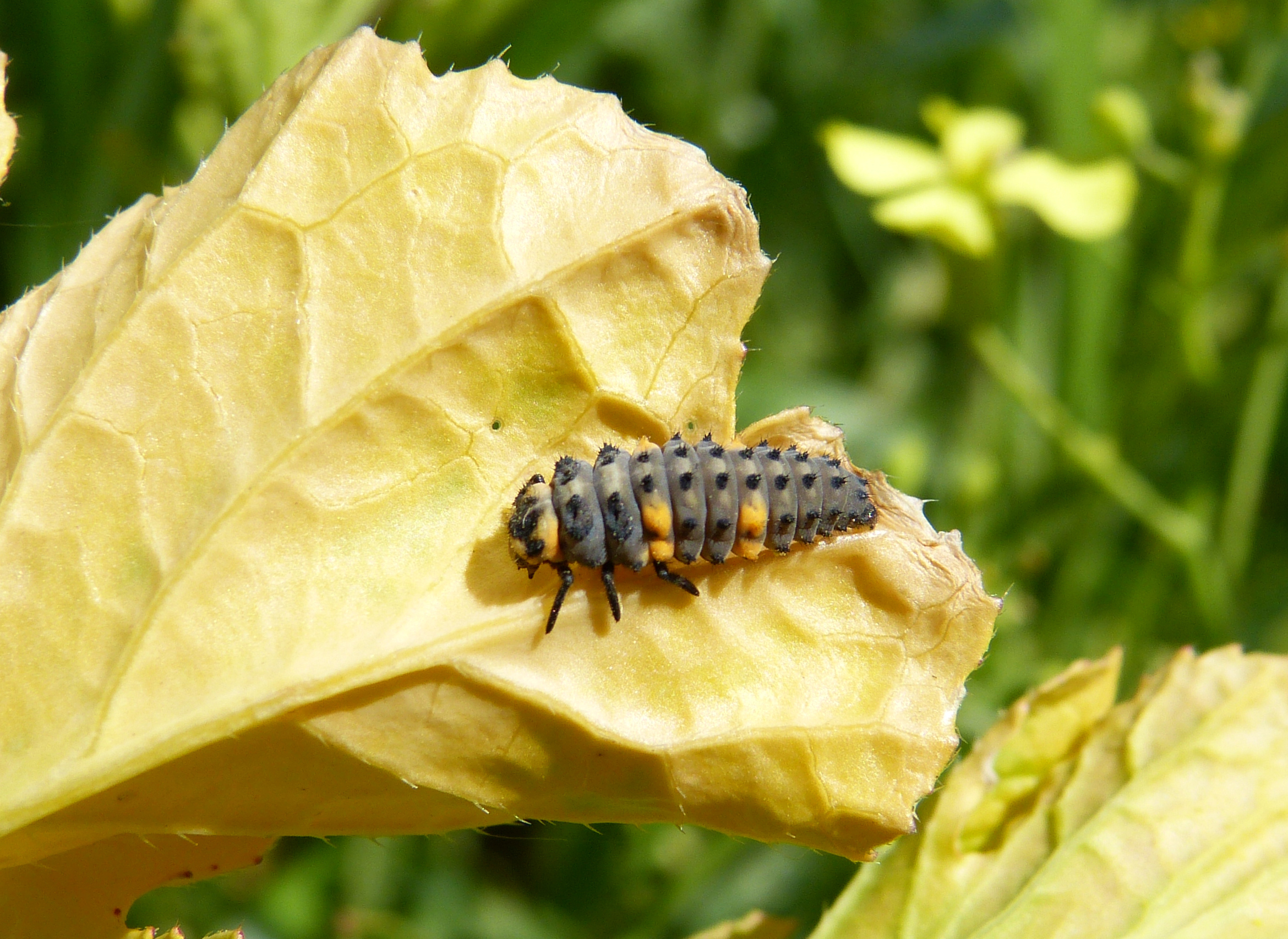
Larva

## Biologia

### Comportamento
Questo coleottero è di abitudini diurne e compare con l'arrivo del caldo. L'elegante livrea e il fluido puzzolente prodotto dalle zampe ha lo scopo di tenere alla larga i predatori mentre la loro struttura corporea consente loro di ritirare completamente le zampe al di sotto del corpo, in modo da essere veramente difficile da afferrare. Se ciò non è sufficiente la coccinella può decidere di fuggire via in volo.

### Alimentazione
Sia le larve che gli adulti sono predatori di afidi o altri insetti di piccole dimensioni. L'agricoltura biologica utilizza le coccinelle come strumento nella lotta biologica per combattere le infestazioni da afidi, permettendo una significativa riduzione nell'uso di pesticidi.

### Riproduzione
La femmina produce circa 2 000 uova giallastre. Lo stadio larvale dura poco più di 3 settimane; la trasformazione in pupa avviene in 1 settimana. La maturità sessuale avviene quando l'adulto esce dalla pupa. In seguito vivrà per 4-6 settimane.

## Distribuzione e habitat
Le Coccinelle vivono in ogni parte del mondo, e ovunque siano presenti gli afidi, che sono gli insetti che maggiormente fungono da base nella loro dieta. Vive nei giardini e in boschi aperti.